# آندریاس شونبخلر
آندریاس شونبخلر (انگلیسی: Andreas Schönbächler؛ زادهٔ ۲۴ آوریل ۱۹۶۶) اسکی‌باز نمایشی اهل سوئیس است.